# Dendrophryniscus brevipollicatus
Dendrophryniscus brevipollicatus är en groddjursart som beskrevs av Jiménez de la Espada 1870. Dendrophryniscus brevipollicatus ingår i släktet Dendrophryniscus och familjen paddor. IUCN kategoriserar arten globalt som livskraftig. Inga underarter finns listade i Catalogue of Life.